# オケアン (列車)

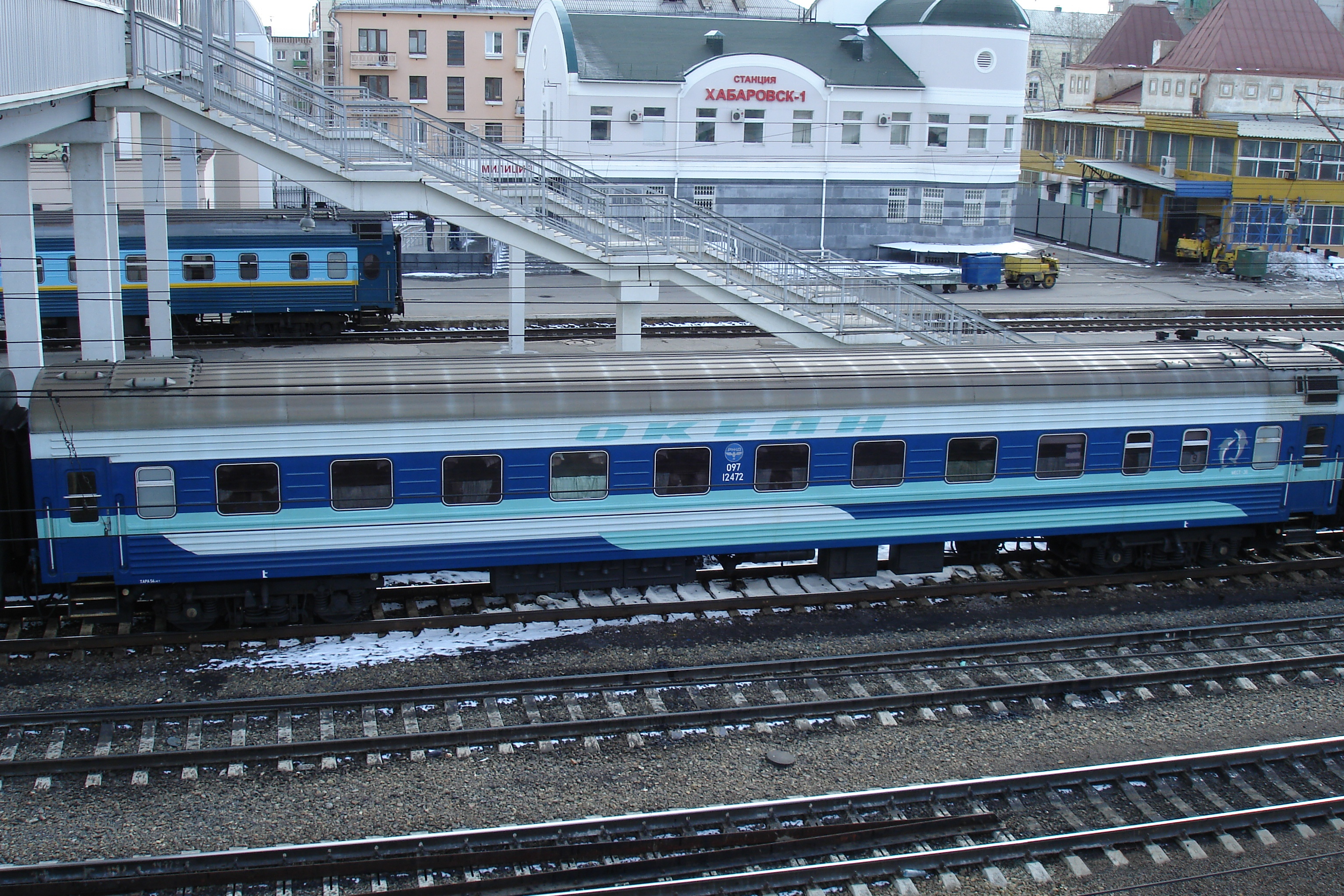
オケアン号（ハバロフスクI駅にて）

オケアン（ロシア語: Океан、アキアーン 大洋の意）は、ロシアシベリア鉄道のウラジオストク駅 - ハバロフスクI駅間を結ぶ優等列車。
列車番号はNo. 5とNo. 6で、前者が上り（ウラジオストク駅発・ハバロフスクI駅行き）、後者が下り（ハバロフスクI駅発・ウラジオストク駅行き）である。
上り・下り共に始発駅から20時（現地時刻であるウラジオストク時間）に出発し、翌朝の8時に終点に到着しており（2008年10月現在）、毎日運行されている。
走行する区間は全てロシア鉄道極東鉄道支社の管轄域内である。
1等寝台車は2人用個室から成る。2人用個室にはテーブルとテレビがついていて、ベッドは昼間はソファーとして使えるようになっている。窓辺に花が飾ってあったり、カーペットやカーテンの生地が2等と違い、落ち着いた雰囲気である。同車両にはシャワーまで備えつけられている。
2等寝台車は4人用個室からなる。

## 停車駅
シベリア鉄道の主要駅一覧#ハバロフスク - ウラジオストクを参照。